# Polytheïsme

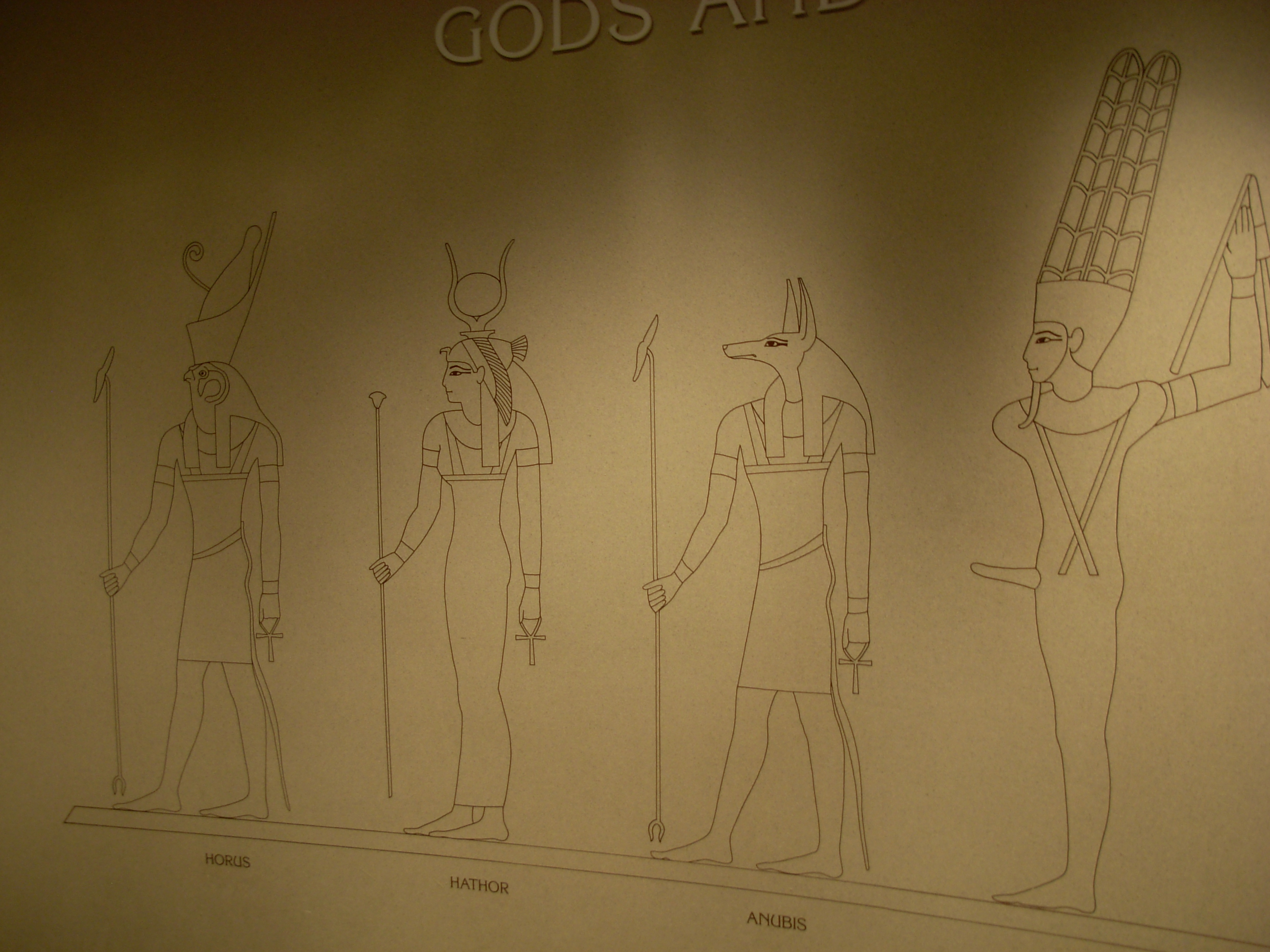
Egyptische goden.

Polytheïsme of veelgodendom (Oudgrieks πολυ; veel / θεος; God ) is het geloof in meerdere goden. De grootste hedendaagse polytheïstische religies zijn het hindoeïsme (die overigens ook andere standpunten bevat), de traditionele Chinese godsdiensten en shintoïsme. Voorbeelden van uitgestorven polytheïstische religies zijn de oud-Griekse godsdienst, de oud-Egyptische godsdienst, de oud-Berberse godsdienst, de Azteekse godsdienst, de Romeinse religie, de Oudsaksische godsdienst, de Noordse godsdienst, de Keltische godsdienst en vroege vormen van de proto-vedische religie.

## Vergelijking met monotheïsme
Polytheïsme wordt vaak tegenover monotheïsme gesteld, het geloof in één God. Maar bijvoorbeeld veel aanhangers binnen het hindoeïsme stellen dat al hun goden eigenlijk niet meer zijn dan de vele aspecten van de ene Brahman, het éne goddelijke principe, die in zijn geheel voor een mens niet te vatten is en daarom zich communiceert in diverse goden. Bovendien hebben verschillende monotheïstische denominaties in het hindoeïsme ieder hun eigen verschillende "persoonlijke vorm" van de ene God, wat buitenstaanders de indruk geeft dat het hindoeïsme in zijn geheel polytheïstisch zou zijn.
Aanhangers van de islam op hun beurt stellen vaak dat de Drie-eenheid in het christendom polytheïstische trekken vertoont, terwijl volgens anderen ook de engelen en zeker de aartsengelen binnen de grote officieel monotheïstische religies veel overeenkomsten vertonen met wat in de officieel polytheïstische religies goden heten; de aanduidingen zijn anders, maar de fenomenen zijn vergelijkbaar.
De interpretatie van het woord polytheïsme is dus niet vrij van de religieuze waarden van de persoon die het begrip hanteert. Aanhangers van monotheïstische godsdiensten beschouwen polytheïsme vaak als minderwaardig en primitief, en noemen het vaak heidendom of paganisme.

## Geschiedenis
Men vermoedt dat polytheïsme is voortgekomen uit animisme, het geloof in "natuurgeesten" (ook wel natuurgodsdienst genoemd), die geleidelijk antropomorf werden.

### Abrahamitische religies
Historisch gezien wordt aangenomen dat de monotheïstische abrahamitische religies een polytheïstische oorsprong hebben. Geleidelijk werd één god centraal gesteld (henotheïsme), namelijk JHWH, en ten slotte is het vereren van en geloven in andere goden verdrongen en uitgestorven. Dit proces is goed zichtbaar in de Hebreeuwse Bijbel.
In Genesis (geschreven omstreeks de 6e-5e eeuw v.Chr.) suggereren een heleboel passages dat er meerdere goden aan het werk zijn. Zo spreekt God over zichzelf in meervoud:
- "God zei: 'Laten wij mensen maken die ons evenbeeld zijn, die op ons lijken;...'" (Genesis 1:26)
- "Toen dacht God, de HEER [JHWH]: 'Nu is de mens aan ons gelijk geworden, nu heeft hij kennis van goed en kwaad.'" (Genesis 3:22)
- "'Laten wij naar hen toe gaan en spraakverwarring onder hen teweegbrengen,...'" (Genesis 11:7)

Naast de godsnaam JHWH komen ook voor:
- El: "Hij [Jakob] bouwde daar een altaar, dat hij ‘El is de God van Israël’ noemde." (Genesis 33:20)
- Elohim (dat zowel 'god' als 'goden' kan betekenen, maar in combinatie met een persoonsvorm in meervoud alleen "goden"): " Toen de goden mij ver van mijn verwanten lieten rondzwerven" (Genesis 20:13); "hij [Jakob] bouwde er een altaar (...), omdat de goden zich daar aan hem geopenbaard hadden" (Genesis 35:7)
- El Eljon: "Hij was een priester van God, de Allerhoogste [El Eljon],...". (Genesis 14:18)
- El Sjaddai (de "machtige" of "ontzagwekkende" god, mogelijk ook "god van de bergen"): "God, de Ontzagwekkende [El Sjaddai], moge je zegenen," (Genesis 28:3)

In Exodus (geschreven omstreeks de 6e-4e eeuw v.Chr.) is een sterke neiging te zien om JHWH te verheffen boven andere goden, die niet mogen worden vereerd zoals hij.
- "Wie onder de goden is uw gelijke, JHWH?" (Exodus 15:11)
- "Nu zie ik in dat JHWH machtiger is dan alle andere goden." (Exodus 18:11)
- "Vereer naast mij geen andere goden (...) want ik, JHWH, uw god, duld geen andere goden naast mij." (Exodus 20:3-5)
- "Wie aan andere goden offers brengt, en niet uitsluitend aan JHWH, moet onder de ban worden geplaatst en gedood worden." (Exodus 22:19)

Hoewel JHWH dus in toenemende mate wordt gezien als de belangrijkste god van de Israëlieten en het vereren van andere goden wordt verboden op straffe des doods, wordt het bestaan ervan niet ontkend. In Numeri, Deuteronomium, Richteren, I en II Koningen, I en II Kronieken en andere boeken is te lezen dat veel Israëlieten ondanks deze verboden nog vaak andere goden aanbidden, zoals Asjera, Baäl en Astarte: De Israëlieten (...) keerden JHWH de rug toe, de god van hun voorouders, (...) om Baäl en Astarte te dienen. (Richteren 2:11-13); "Hij [Achab] liet in Samaria een tempel voor Baäl bouwen en richtte er een altaar voor hem op. Ook maakte hij een Asjerapaal." (I Koningen 16:32-33)
Pas in Jesaja 44:6 (verhaalt over de 8e eeuw v.Chr., geschreven omstreeks 539 v.Chr.) wordt gesteld dat alleen JHWH bestaat en alle andere goden niet: "Dit zegt JHWH, Israëls koning en bevrijder, de HEER van de hemelse machten [JHWH Tsevaoth]: 'Ik ben de eerste en de laatste, er is geen god buiten mij.'"

### Europese polytheïsmen

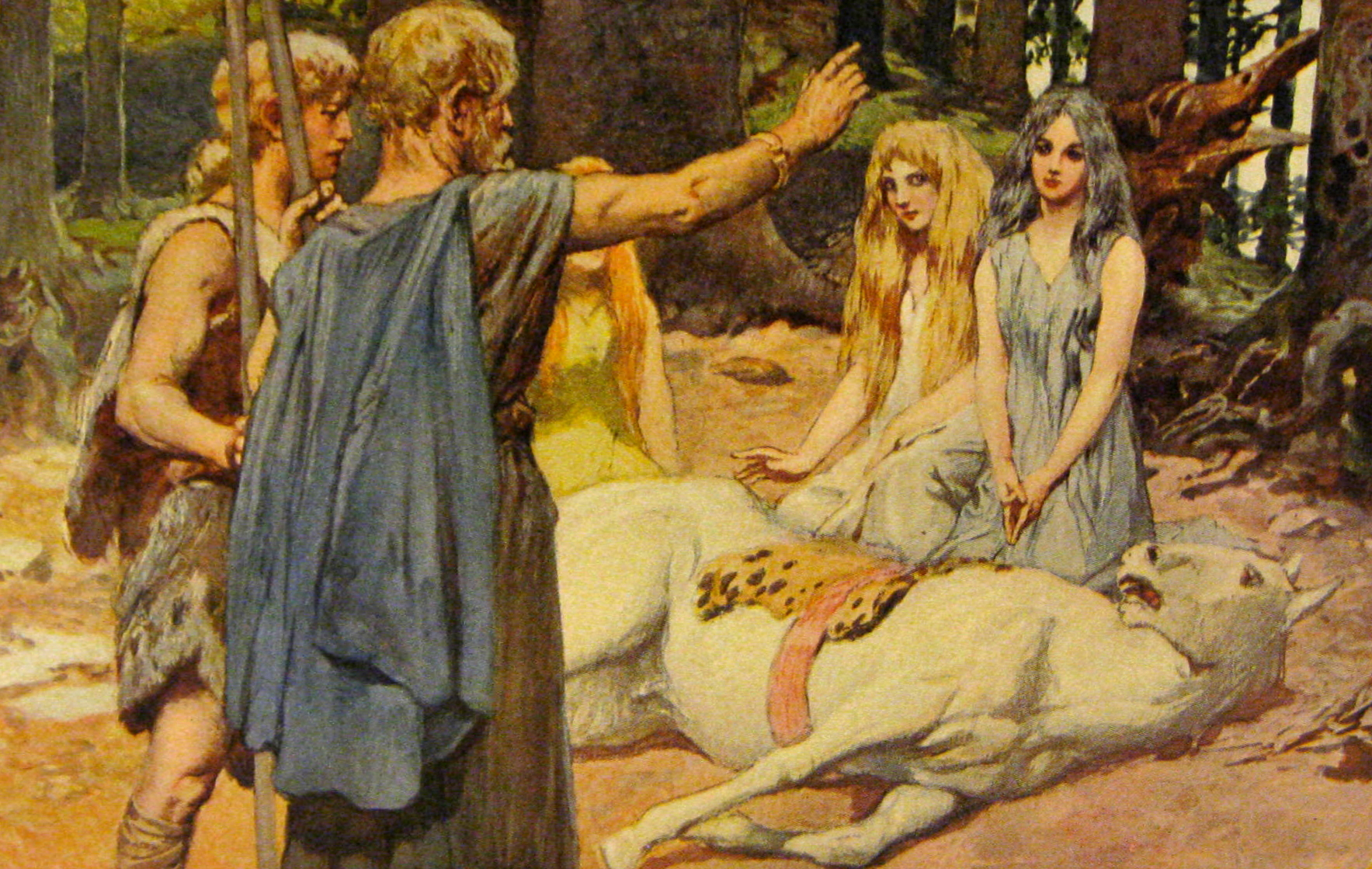
Een scène uit een van de Merseburger toverspreuken: de goden Wodan en Balder staan voor de godinnen Sunna, Sinthgunt, Volla, en Friia (Emil Doepler, 1905)

Vóór de komst van het uitheemse christendom, dat zich in de 1e eeuw als messiaanse sekte van het monotheïstische jodendom had afgescheiden en zich vervolgens rond het Middellandse Zeegebied begon te verspreiden, waren alle godsdiensten van Europa polytheïstisch. Er was een grote verscheidenheid aan min of meer etnisch-religieuze tradities bij de Romeinen, Kelten, Germanen, oude Grieken, Slaven, Balten enz., die van stam tot stam, van streek tot streek of van polis tot polis ook weer sterk konden verschillen (hoewel beiden onderdeel van de Germaanse mythologie, is er veel verschil te zien tussen bijvoorbeeld de Noordse godsdienst en Oudsaksische godsdienst, en valt bijvoorbeeld de Keltische mythologie uiteen in een Ierse en Welshe versie). Zo waren er goden die bij meerdere stammen werden vereerd, maar ook unieke goden per stam of polis (stamgoden zoals Saxnot van de Saksen of stadsgoden zoals Pallas Athena van Athene).
De uit meerdere volksverhalen bestaande mythologieën konden mondeling worden overgedragen en naar plaats en tijd konden de details veranderen. Ook konden vreemde goden opgenomen worden in het eigen pantheon, soms aangepast of vermengd met lokale godheden (zoals Apollo Grannus, Hercules Magusanus, Mercurius Arvernus, Mars Halamardus en Mars Friausius in Nederland), en eigen goden konden aan belang inboeten of zelfs verdwijnen. Zo lijkt in de vroegste tijden Týr/Tiwaz de belangrijkste Germaanse god te zijn geweest, in de Vikingtijd verdrongen door Odin/Wodan, om ten slotte te worden opgevolgd door Thor/Donar als oppergod.
De Romeinse religie schakelde haar pantheon grotendeels gelijk aan het Oud-Griekse, waarmee Poseidon Neptunus werd, Zeus Jupiter, Hades Pluto, Aphrodite Venus, Athena Minerva enz. Sinds het begin van het Romeinse Keizerrijk in 27 v.Chr. ontstond er ook een keizerscultus, waarmee (voornamelijk overleden) keizers werden vereerd als helden of zelfs goden. Ook kon het voorkomen dat de Romeinen van buitenaf nieuwe goden aannamen, zoals de Perzische Mithras en de Fenicische Heliogabal (zie ook Sol Invictus). In Oost-Europa konden de Slavische en Baltische mythologie gevonden worden.

### Neopaganisme
In de westerse wereld, vooral in Europa, ontstond sinds de 19e en vooral eind 20e eeuw een hernieuwde belangstelling voor polytheïsme, en sindsdien zijn nieuwe religieuze bewegingen opgericht die proberen oude veelgodendiensten nieuw leven in te blazen, zoals wicca, de Ásatrú op IJsland en het Hellenisme in Griekenland. Deze worden collectief ook wel neopaganisme genoemd.